# Tresdorfer See
Der Tresdorfer See ist ein See der Holsteinischen Schweiz. Er liegt nördlich von Plön. An seinem westlichen Ufer liegt das Dorf Tresdorf. Sein natürlicher Abfluss ist die Kossau. Er ist etwa 1,1 km² groß und hat eine Tiefe von bis zu 14,70 m.
Der See ist Teil eines Landschaftsschutzgebiets, das auch den südlich gelegenen etwa ein Drittel so großen Rottensee umfasst. Südöstlich schließt sich der Naturpark Holsteinische Schweiz an.

## Einzelbelege
1. 1 2 3 4 5 6  Ministerium für Landwirtschaft, Umwelt und ländliche Räume Schleswig-Holstein: Tresdorfer See. Abgerufen am 23. Dezember 2011.
2. ↑  Kreisverordnung vom 30. März 1999 (Memento des Originals vom 16. Dezember 2007 im Internet Archive)  Info: Der Archivlink wurde automatisch eingesetzt und noch nicht geprüft. Bitte prüfe Original- und Archivlink gemäß Anleitung und entferne dann diesen Hinweis. (PDF; 20 kB)